# Jocky Wilson
John Thomas Wilson (Kirkcaldy, Fife, 22 maart 1950 – aldaar, 24 maart 2012), bij het grote publiek beter bekend als Jocky Wilson, was een Schots darter die vooral in de jaren ’80 internationale successen wist te behalen. In 1982 was Wilson de eerste Schot die het BDO World Darts Championship won. Ook in 1989 wist hij die titel te behalen.

## Prestaties
In een tijdperk met toonaangevende dartspelers als Eric Bristow, Bobby George, Cliff Lazarenko, John Lowe en Leighton Rees zette Wilson zijn prestaties neer. Zijn beste resultaat boekte Wilson tijdens het BDO World Darts Championship (ook wel bekend als Lakeside) door in het Engelse Frimley Green de favoriet geachte John Lowe in de finale te verslaan met 5-3 in sets. In de hierop volgende jaren sneuvelde Wilson drie maal in de kwartfinales ('85/'86 en '88) en de halve finales ('83, '84 en '87), waarvan de helft van zijn partijen verloren gingen tegen de Engelsman Dave Whitcombe. Pas in 1989 wist de populaire Wilson opnieuw de finale van de Embassy te bereiken, waarin hij het moest opnemen tegen zijn grote rivaal en vijfvoudig kampioen Eric Bristow. In de partij trok de Schot uiteindelijk met 6-4 zijn tweede Embassy-titel naar zich toe. Het zou de laatste grote toernooizege van zijn carrière zijn.
Van het Unipart British Professional-toernooi won hij vier van de acht edities: de eerste en de laatste in 1981 en 1988 en verder in 1983 en 1986. Ook won hij meerdere British Open en British Matchplay-titels.
In 1993 richtte Wilson samen met andere (top-)darters als Bob Anderson, Eric Bristow, John Lowe, Dennis Priestley en Phil Taylor uit onvrede over het beleid bij de BDO de Professional Darts Corporation (PDC) op.
Wilson speelde tot midden jaren ’90 als professional waarna hij besloot om zich terug te trekken uit het internationale dartcircuit.

## Kantlijn
In 1982 werd Wilson tijdelijk geschorst door de British Darts Organisation (BDO) nadat hij, naar verluidt, gedurende een wedstrijd een official had geslagen.
Aan het eind van de jaren '80 zette Wilson zich samen met een groot aantal andere professionele darters in om het drankimago dat onlosmakelijk verbonden leek te zijn met de populaire pubsport te doen verminderen. Daarnaast leende Jocky zijn naam als een van de allereerste sportmannen ter wereld uit aan computerspellen: softwarebedrijf Zeppelin Games publiceerde Jocky Wilson's Darts Challenge (1988) en een aantal jaren later Jocky Wilson's Darts Compendium (1991) voor verschillende computersystemen.
De laatste jaren leefde Wilson samen met zijn vrouw in een appartement in zijn geboorteplaats Kirkcaldy een teruggetrokken bestaan, slechts incidenteel gaf hij nog dartscommentaar voor Sky Sports. Wilson was verslaafd aan roken en dat werd uiteindelijk zijn dood.
Op 20 maart 2017 ging bij Òran Mór in Glasgow een toneelstuk over Jocky Wilson in première, geschreven door Jane Livingstone en Jonathan Cairney.

## Gespeelde WK-finales
- 1982 Jocky Wilson - John Lowe 5 - 3 (‘best of 9 sets’)
- 1989 Jocky Wilson - Eric Bristow 6 - 4 (‘best of 11 sets’)

## Resultaten op Wereldkampioenschappen

### BDO
- 1979: Kwartfinale (verloren van John Lowe met 1-3)
- 1980: Kwartfinale (verloren van Eric Bristow met 0-3)
- 1981: Kwartfinale (verloren van  Tony Brown met 2-4)
- 1982: Winnaar (gewonnen in de finale van John Lowe met 5-3)
- 1983: Halve finale (verloren van Keith Deller met 3-5)
- 1984: Halve finale (verloren van Dave Whitcombe met 5-6)
- 1985: Kwartfinale (verloren van Dave Whitcombe met 3-4)
- 1986: Kwartfinale (verloren van Dave Whitcombe met 2-4)
- 1987: Halve finale (verloren van John Lowe met 0-5)
- 1988: Kwartfinale (verloren van Eric Bristow met 2-4)
- 1989: Winnaar (gewonnen in de finale van Eric Bristow met 6-4)
- 1990: Kwartfinale (verloren van Mike Gregory met 3-4)
- 1991: Kwartfinale (verloren van Kevin Kenny met 3-4)
- 1992: Laatste 32 (verloren van Kevin Kenny met 1-3)
- 1993: Laatste 32 (verloren van Dennis Priestley met 0-3)

### WDF
- 1977: Laatste 32 (verloren van Cliff Lazarenko)
- 1979: Kwartfinale (verloren van Tony Brown)
- 1981: Runner-up (verloren van John Lowe met 3-4)
- 1983: Runner-up (verloren van Eric Bristow met 2-4)
- 1985: Laatste 64 (verloren van Flor Aldon met 0-4)
- 1989: Voorronde (verloren van Jack McKenna met 1-4)
- 1991: Laatste 32 (verloren van Bob Sinnaeve met 0-4)

### PDC
- 1994: Laatste 24 (groepsfase)
- 1995: Laatste 24 (groepsfase)

## Resultaten op de World Matchplay
- 1994: Kwartfinale (verloren van Larry Butler met 4-11)
- 1995: Laatste 16 (verloren van Nigel Justice met 5-8)